# VN-blauw
VN-blauw, #009edb, is de lichtblauwe kleur die symbool staat voor de Verenigde Naties. Bijvoorbeeld: 
- De Vlag van de Verenigde Naties en een groot aantal vlaggen van VN-organisaties,
- De blauwe helmen, baretten en uniformen.

En als uitvloeisel hiervan:
- VN-soldaten worden "blauwhelmen" genoemd.
- Een Blauwe Linie als aanduiding van een corridor met VN-soldaten die twee partijen uit elkaar moet houden (in casu tussen Israël en Libanon).

Vlag van de Verenigde Naties
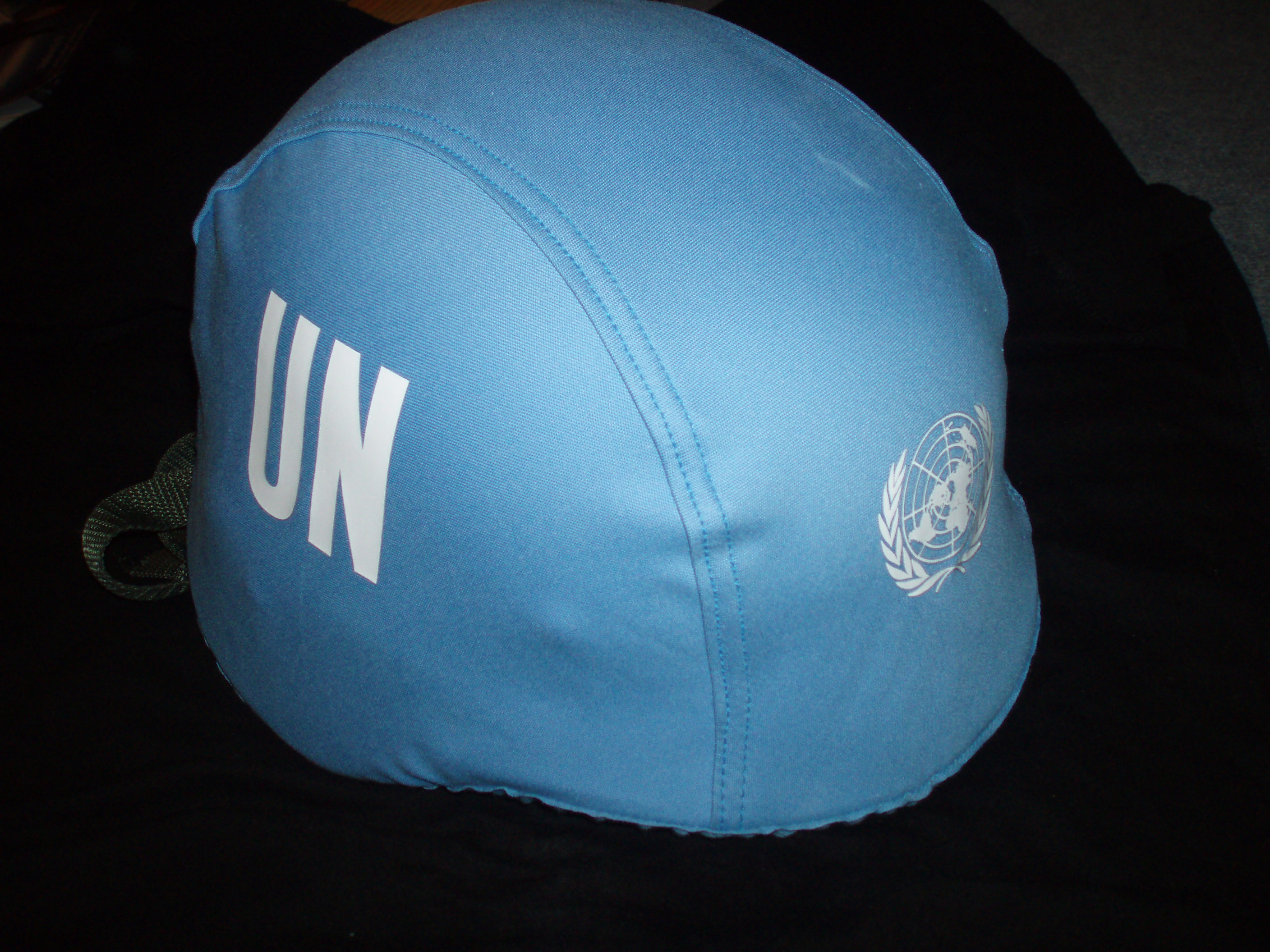
Een blauwe VN-helm
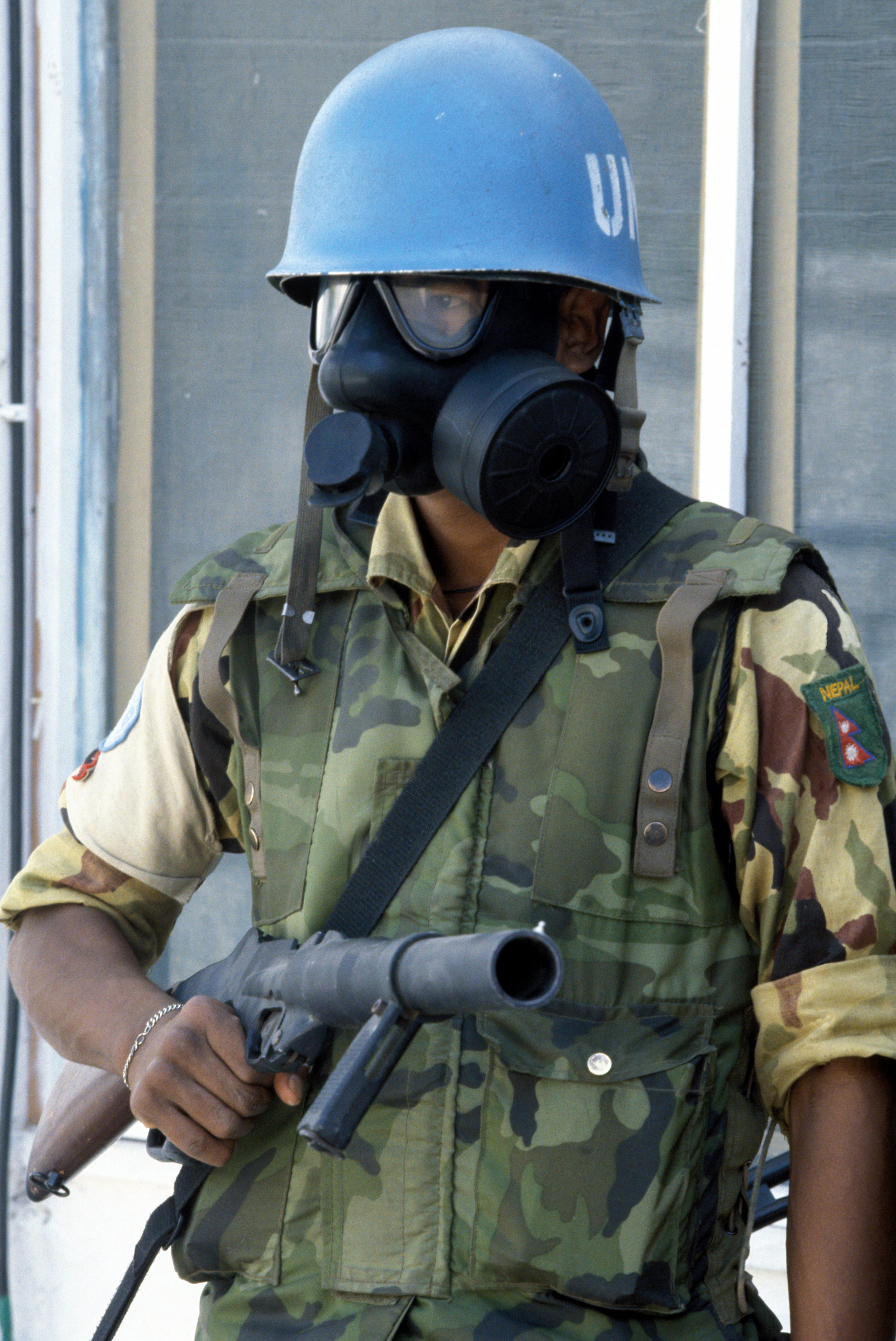
Een Nepalese VN-soldaat in Congo
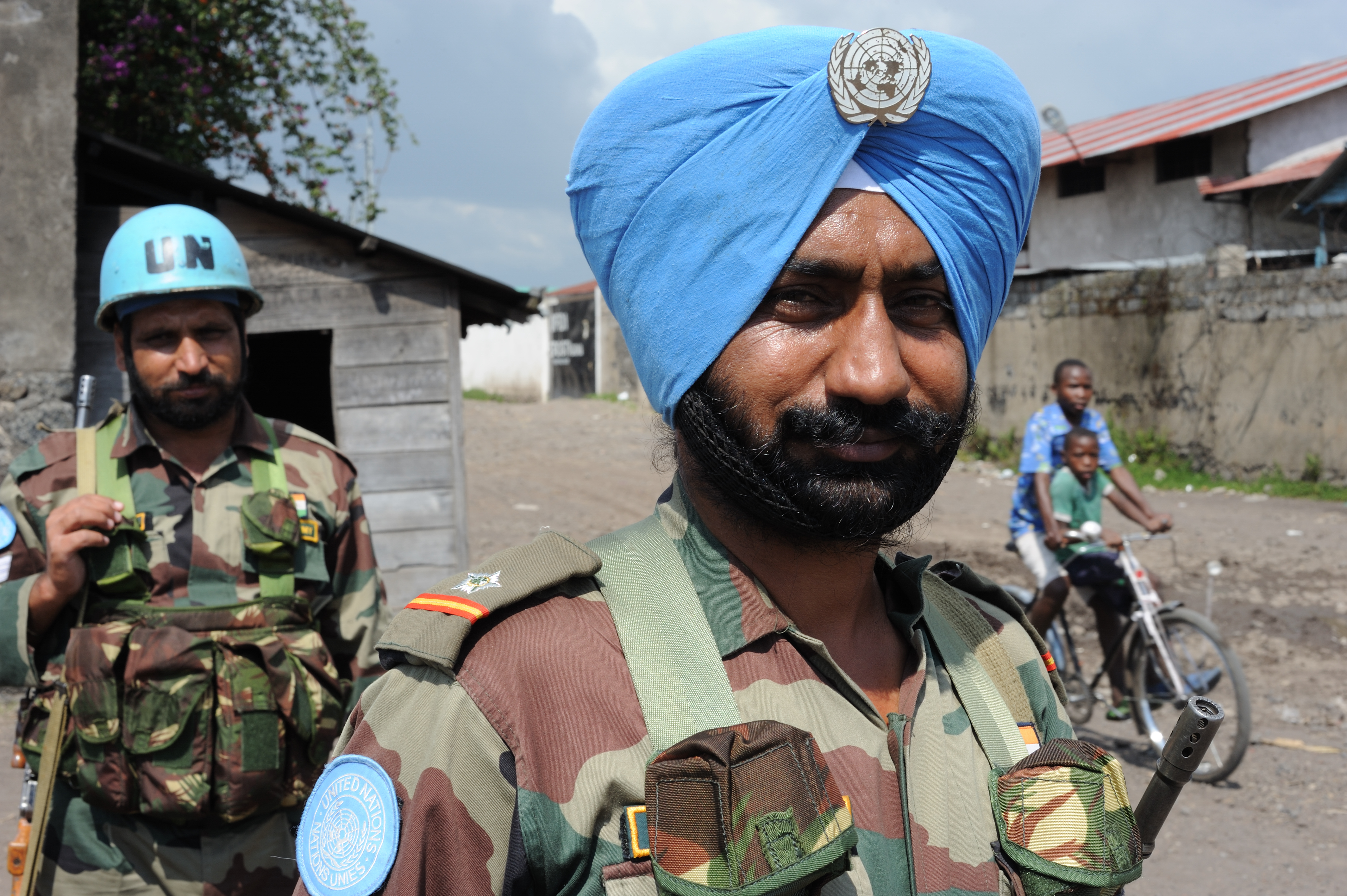
VN-vredeshandhavers in Congo